# The Late Great Planet Earth (película)
The Late Great Planet Earth es una película de drama y documental de 1978, dirigida y escrita por Robert Amram y Rolf Forsberg, el largometraje está basado en el libro homónimo de C.C. Carlson y Hal Lindsey, musicalizada por Dana Kaproff, en la fotografía estuvo Michael Werk y los protagonistas son Orson Welles, Babetta y Emile Benoit, entre otros.
El filme fue realizado por Amran y RCR, se estrenó el 17 de enero de 1978.

## Sinopsis
Orson Welles hace de narrador en esta concepción del fin de los tiempos. La mirada apocalíptica de esta obra cinematográfica se fundamenta en las lecturas de Lindsey de los escritos proféticos de la biblia, tal cual están en su libro.